# شارل دباس
شارل دباس (عربی: شارل دَبّاس؛ ۱۶ آوریل ۱۸۸۴ – ۲۲ اوت ۱۹۳۵) یک سیاست‌مدار اهل لبنان بود.